# Boltwoodite
La boltwoodite est un minéral de silicate d'uranyle de potassium hydraté de formule (K,Na)(UO2)(SiO3OH) · 1.5H2O ou (K,Na)(UO2)(SiO4) · 1.5H2O, formé à partir de l'oxydation et de l'altération des minerais d'uranium primaire. Il prend la forme d'une croûte sur certains grès porteurs d'uranium. Ces croûtes ont tendance à être jaunâtres avec un éclat soyeux ou vitreux. Son symbole IMA est Bwd.

## Découverte et occurrence

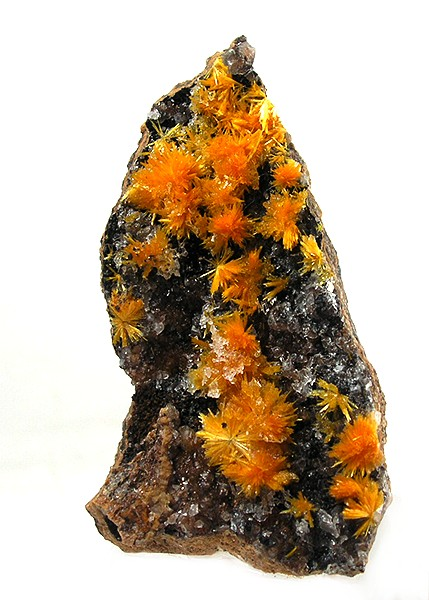
Boltwoodite orange à jaune sur matrice de calcite foncée de Namibie (taille :)

Elle a été décrite pour la première fois en 1956 pour un événement dans la mine Pick's Delta, Delta, district de San Rafael (San Rafael Swell), comté d'Emery, Utah aux États-Unis. Elle porte le nom de Bertram Boltwood (1870–1927), pionnier américain de la radiochimie.
La boltwoodite se présente sous forme de croûtes d'altération secondaire de silicate entourant l'uraninite et dans les remplissages de fractures. Elle se trouve dans les pegmatites et les gisements de grès d'uranium dont le plateau du Colorado fait partie. Son environnement comprend aussi l'uraninite, la becquerélite, la fourmariérite, la phosphuranylite, le gypse et la fluorine.